# Ivana Hồng

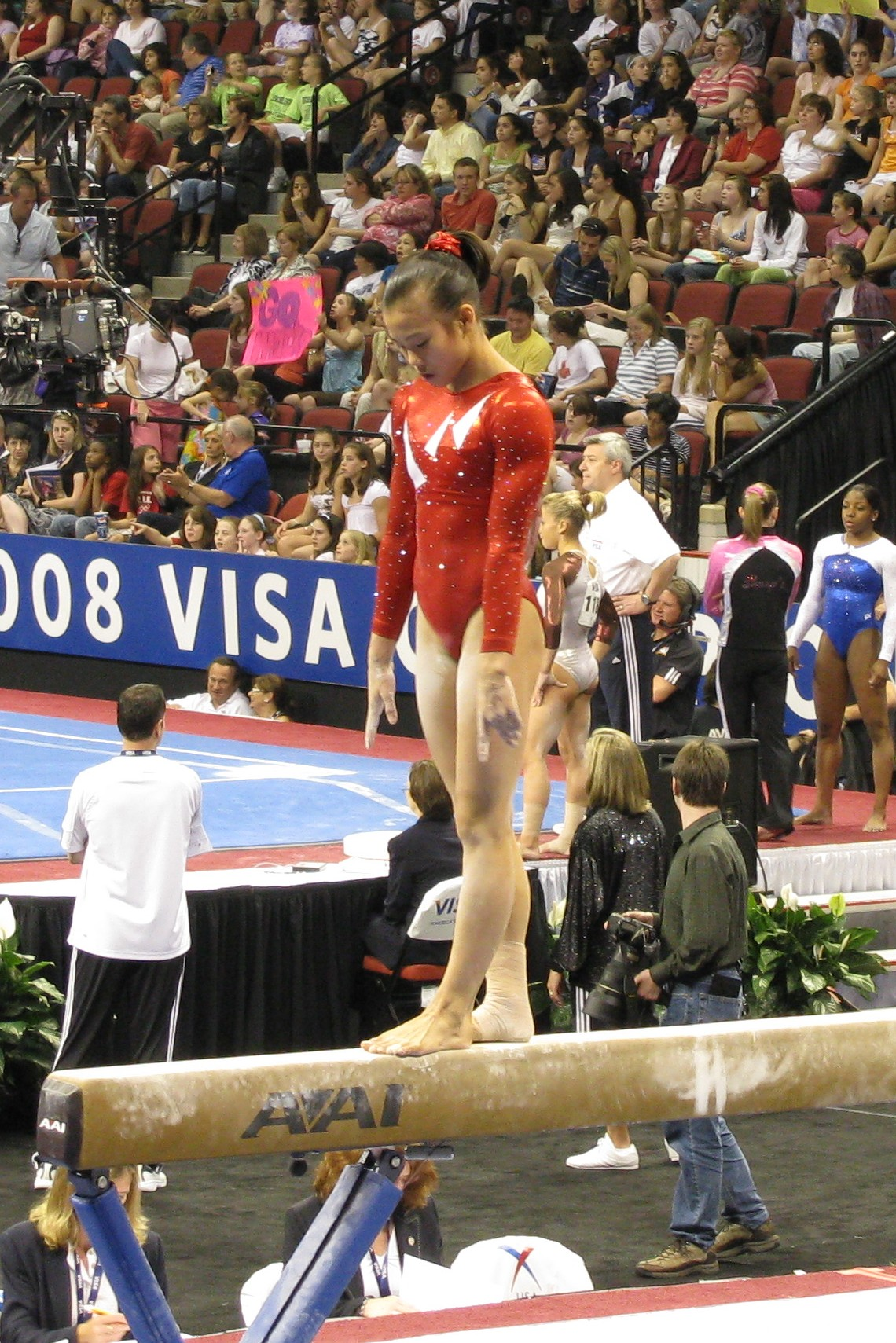
Ivana Hồng trên cầu thằng bằng vào năm 2008

Ivana Hồng (sinh 11 tháng 12 năm 1992, tại Worcester, Massachusetts) là một nữ vận động viên thể dục dụng cụ người Mỹ gốc Việt.

## Thành tích quốc tế
- 2009 Huy chương đồng giải vô địch thế giới trên cầu thăng bằng
- 2007 Huy chương vàng giải vô địch đồng đội thế giới
- 2007 Huy chương vàng giải vô địch Pan Am đồng đội
- 2007 Huy chương đồng giải vô địch Pan Am all around